# Malabarsultanspett
Malabarsultanspett (Chrysocolaptes socialis) är en fågel i familjen hackspettar inom ordningen hackspettartade fåglar.

## Utbredning och systematik
Fågeln förekommer enbart i sydvästra Indien. Traditionellt betraktas den som underart Chrysocolaptes guttacristatus socialis till större sultanspett men urskiljs sedan 2022 som egen art av International Ornithological Congress (IOC).

## Status och hot
IUCN erkänner den inte som art, varför dess hotstatus inte bedömts.